# Греческие гарибальдийцы
Греческие гарибальдийцы (греч. Έλληνες Γαριβαλδινοί) и греческое гарибальдийское движение – военно-политические явления второй половины XIX и начала XX веков, тесно связанные с самим Д. Гарибальди (впоследствии и с его сыновьями) и итальянскими гарибальдийцами. 
Греческие гарибальдийцы принимали участие в военных действиях в Италии, Франции, в османских греческих землях, а также в революционной деяльности в Греческом королевстве и на находившихся под британским контролем Ионических островах. В обратном направлении, итальянские, французские и британские гарибальдийцы сражались совместно с греческими гарибальдийцами в греческих восстаниях в османских греческих землях, в составе иррегулярных отрядов на стороне греческой армии в греко-турецкой войне 1897 года и в Первой Балканской войне (1912-13) и принимали участие в революционной деятельности на территории Греческого королевства. 
Гарибальдийский эпизод в Греции носил длительный характер (около шести десятилетий), вплоть до Первой Балканской войны, включительно. 
Историк Х. Лазос характеризует греческое гарибальдийское движение «блестящей и романтической страницей нашей (греческой) истории»:121.

## Зарождение гарибальдийского движения в Греции
Когда в 1848 году итальянский народ, возглавляемый Д. Гарибальди начал борьбу за изгнание австрийцев и объединение Италии, он нашёл поддержку и союзника в лице греческого народа и (даже) короля Греции, баварца  Оттона. Намерения и искренность последнего оспариваются историками. 
Греческий народ, ограниченный Державами после Освободительной войны (1821-29) рубежами «обрубленной Греции», с большей частью как населения так и территорий в пределах Османской и Британской империй, естественным образом стремился к воссоединению своих земель и освобождению греческого населения. 
Итальянское Рисорджименто было поддержано всеми слоями греческого общества. Это вынудило короля Греции вступить в контакт с итальянскими лидерами, главным образом для умиротворения греческих революционеров, которые в своём большинстве были антимонархистами или, как минимум, противниками Оттона и «баварократии» (засилья баварцев) в стране. 
В то время как «якобы секретные» предложения Оттона и греко-итальянский союз предусматривали греческую военную помощь Италии и гарибальдийцам, а затем, после их утверждения, предполагали ответные совместные действия против Османской империи, участие греческих революционеров в Рисорджименто было немедленным и без каких либо предварительных условий. 
К тому же и согласно Х. Лазосу, движение Гарибальди было катализатором их борьбы против Оттона и дало им возможность заявить не только о стремлении к завершению объединения Греции но и политического освобождения:124.

## «Греческий легион национальностей»

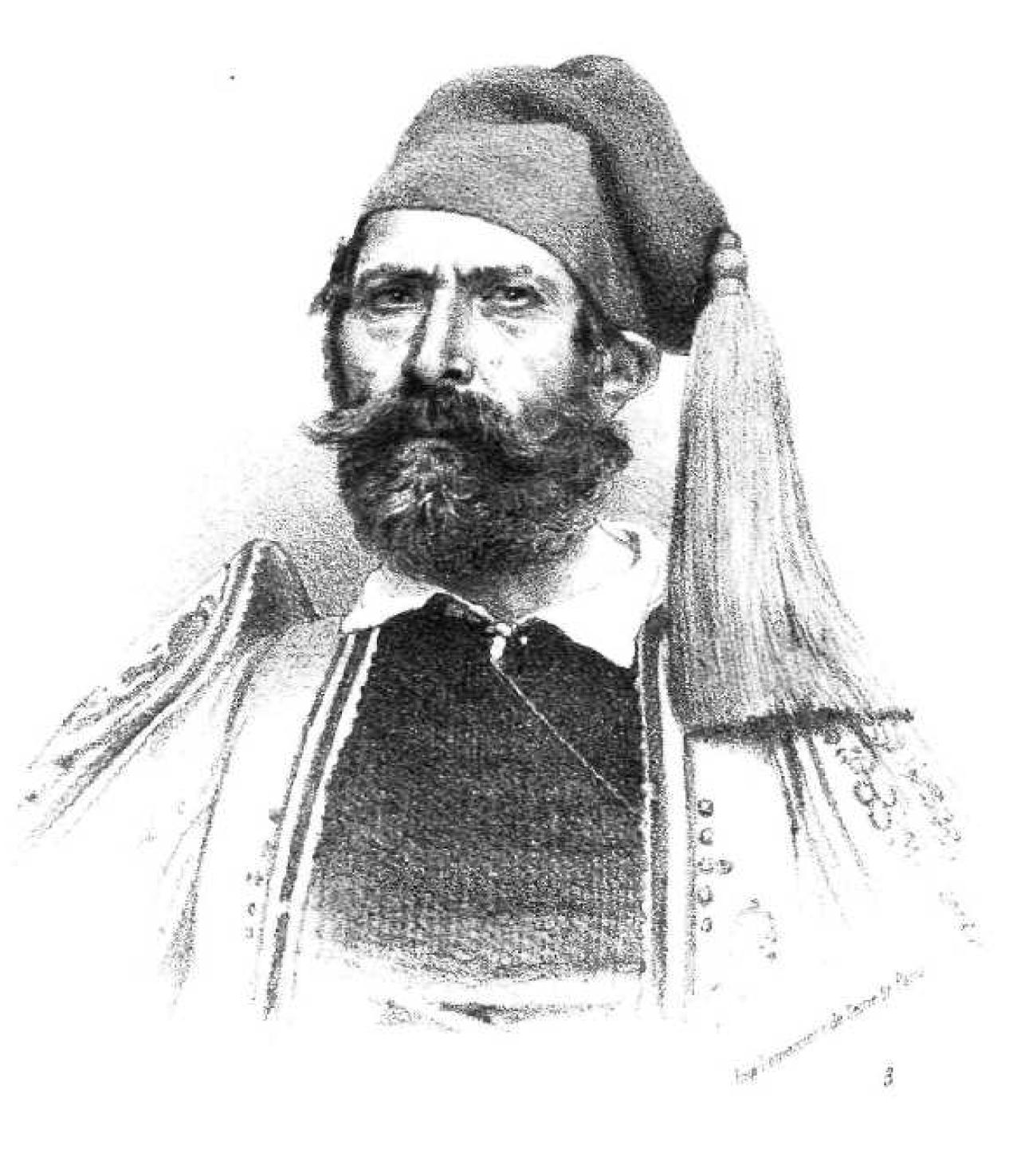
Македонянин Зисис Сотириу – ветеран Освободительной войны 1821-29 годов, один из организаторов Греческого легиона и участник боёв греческих гарибальдийцев в Италии

В июне 1859 года в Афинах распространялась листовка объявлявшая о создании в Ливорно “Греческого легиона национальностей” и отправке в Италию первой группы греческих волонтёров. 
Инициаторами были студенты Л. Зикос и Л. Вулгарис (один из будущих лидеров Македонского и Фессалийского восстаний 1878 года). 
Кассиром для сбора средств был указан ветеран Освободительной войны (1821-29), а также негласных греческих военных действий на османских территориях в в годы Крымской войны, македонянин Зисис Сотириу:470.
Имея большой авторитет в революционных и студенческих кругах, шестидесятилетний ветеран опубликовал также своё обращение, подписываясь как «эллин Олимпа, Зисис Сотириу», в котором обязуется вести строгий учёт пожертвований Легиону и гарибальдийскому движению в целом. 
Бойцы Греческого легиона, в частности Зисис Сотириу и его земляк Анастасиос Вафиадис, принимали участие как в боях против австрийцев, так и в Сицилийском походе Гарибальди.
Греческий историк Янис Кордатос отмечает антимонархический студенческий митинг в Афинах 25 марта 1861 года в 40-летие Греческой революции, куда студенты пригласили Сотириу, только что вернувшегося из Италии. Здесь же Кордатос отмечает, что Сотириу содержал на свои деньги отряд греческих гарибальдийцев. 
Греческие молодые офицеры, студенты и революционеры, отправившиеся воевать под знамёнами Гарибальди, вернулись в Грецию «горячими сторонниками и странствующими глашатаями новой революционной тактики»:123. 

### Греческие гарибальдийцы в Экспедиции Тысячи
Не располагая полными цифрами участия греческих добровольцев в походах Д. Гарибальди, Х. Лазос приводит имена до 20 греческих гарибальдийцев принявших участие в сицилийском походе и в сражении при Калатафими, в своём большинстве ставших известными в Греции революционеров, офицеров или политиков.

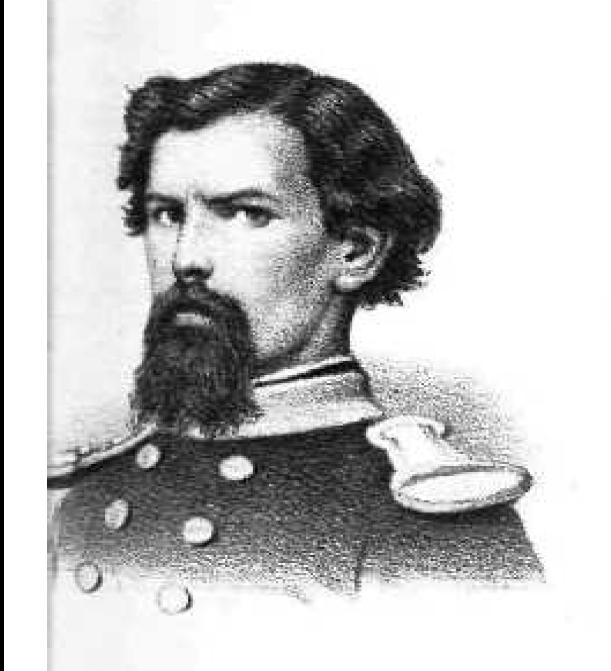
офицер греческой артиллерии Александрос Праидис. В 1860 году, в рядах добровольцев «Греческого легиона», принял участие в Сицилийском походе Д. Гарибальди и в сражении при Калатафими. Погиб на Крите в 1866 году

Кроме ветерана З. Сотириу, Х. Лазос упоминает Илиаса Стекулиса (которого греческая историография именует «профессиональным добровольцем», в силу его длинного волонтёрского послужного списка, начиная с Крымской войны), Спиридона Сасселаса, Николаоса Макриса, Николаоса Смоленскиса (Смоленича), Трасивулоса Маноса, Александра Праидиса (сына греческого политика Георгиоса Праидиса, Константина Мавромихалиса, Александроса Николаидиса (прославился впоследствии на Крите), студентов Леонидаса Вулгариса (в будущем один из вождей восстаний в Македонии и Фессалии), Ламброса Зикоса, Анастасиоса Вафиадиса (погиб на Крите), врача и политика Константина Ломвардоса.

## “Комитеты действий”

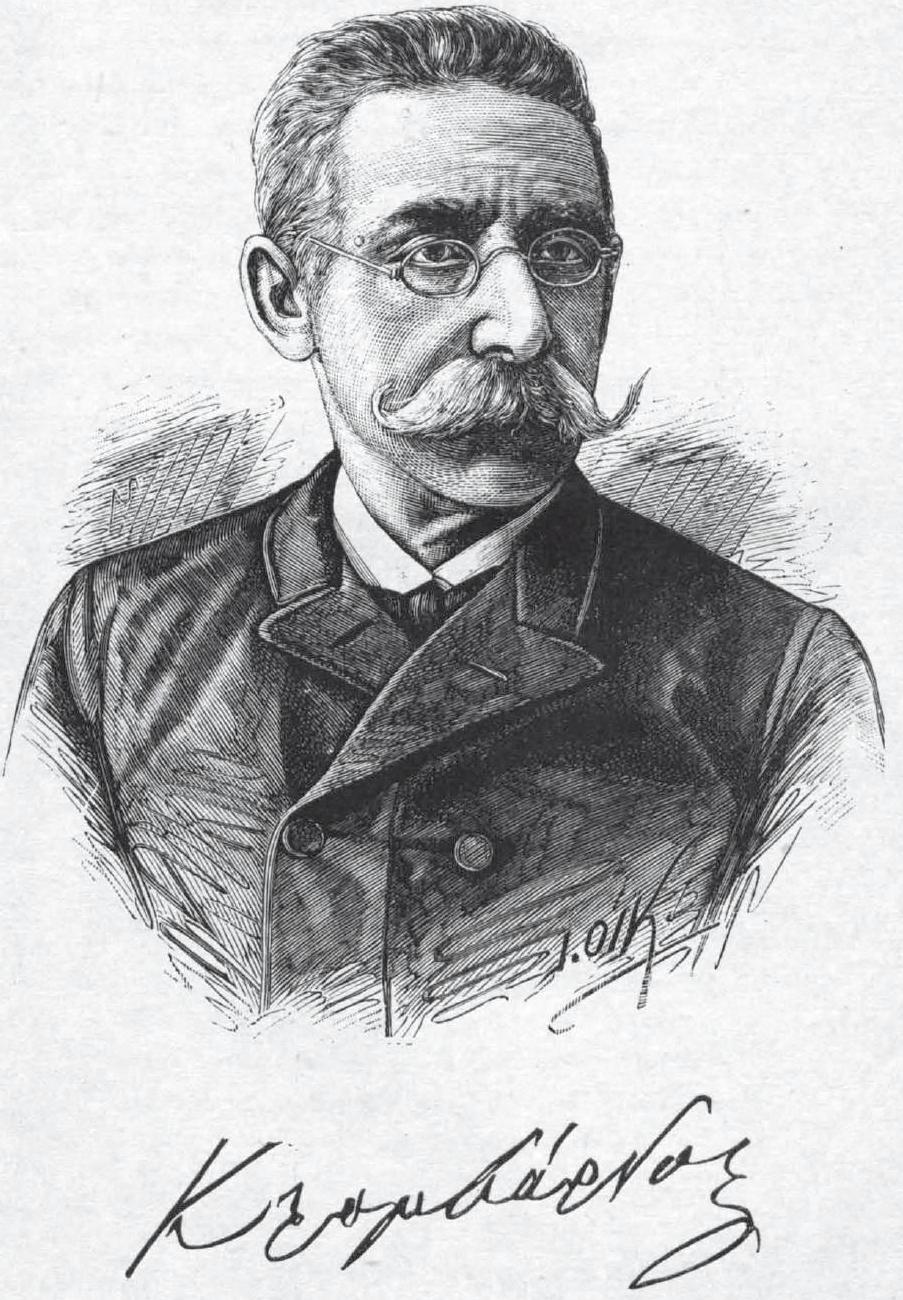
Константинос Ломвардос

Комитеты действий (ит. «Comitati d' Azione») – тайные общества греческих радикалов-революционеров в период 1860-62 годов на подконтрольных Британии Ионических островах. 
Комитеты ставили своей целью воссоединение Ионических островов с Грецией и действовали в контакте с центральным комитетом в Генуе, который в свою очередь ставил своей целью освобождение народов Балкан, в рамках широких планов Д. Гарибальди. 
Греческий гарибальдиец и участник сицилийского похода Гарибальди, врач и депутат местного парламента Константинос Ломвардос, который был в постоянном контакте с Гарибальди, в мае 1860 года создал комитет на острове Закинфос. 
Для продвижения своих целей Ломвардос совершил множество поездок в Италию и Греческое королевство и встречался с королём Оттоном, с королём Италии Виктором Эммануилом. 
Х. Лазос пишет что Ломвардос был своего рода связным между лидерами Италии и королём Оттоном:129.

Будучи депутатом местного парламента, Ломвардос был сторонником греко-итальянского сближения и отвергал абсолютную зависимость борьбы за воссоединение Ионических островов с Грецией от решений принимаемых Греческим королевством. 
Университетский профессор и философ Франгискос Пиларино́с после встречи с Ломвардосом, создал комитет в Афинах. Комитет Пилариноса ориентировался на восстания в Фессалии, Македонии и Эпире.
После пленения Гарибальди в августе 1862 года в сражении при Аспромонте, но главное после осуществления воссоединения Ионических островов с Грецией, хотя и другим путём - соглашением марта 1864 года, дальнейшая деятельность этих комитетов не упоминается.

## Греко-итальянские контакты
В 1861 году греческий король Оттон вёл переговоры с Гарибальди и королём Италии через ионических радикалов Константина Ломвардоса и Франгиска Доменгиниса:133.  

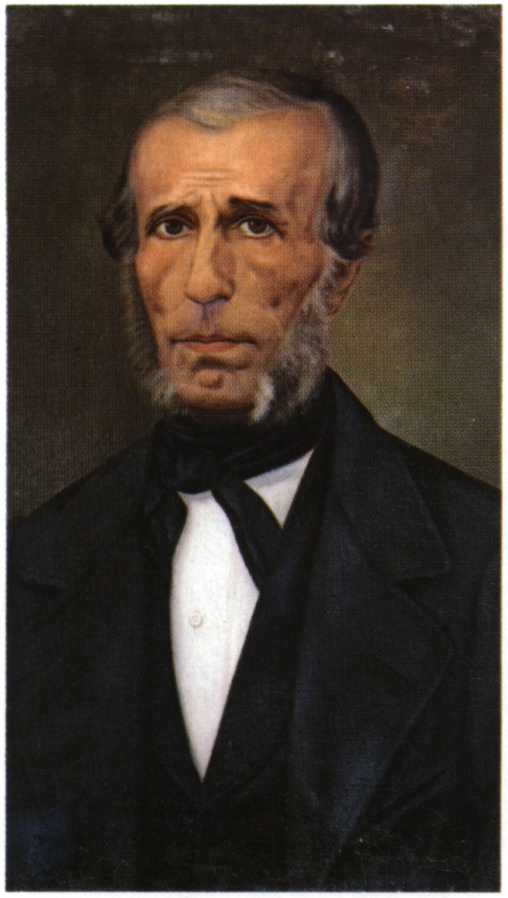
Франгискос Домененегинис

Франгискос Доменегинис был членом земского собрания Закинфа и «греко-итальянского комитета» в поддержку Рисорджименто , видя в объединении Италии пример для объединения Греции и вёл переписку с Гарибальди.
Основной темой “тайных” контактов/переговоров Оттона с Гарибальди и королём Италии Виктором Эммануилом был план генерального восстания греков, сербов и черногорцев против Османской империи. 
Х. Лазос пишет что план имел дозу романтизма и был тесно связан с греческой Великой идеей. Он же пишет что позиция Оттона была политической и двусмысленной - он делал вид что симпатизирует движению Гарибальди, но одновременно осознавал что это дело может повернуться против его монархии. Оттон вёл двойную игру внутри страны - якобы держал пульс на руке народа, а за кулисами информировал австрийцев и англичан, поскольку на Ионических островах были созданы комитеты за воссоединение с Грецией:122.

Официальные контакты Оттона с итальянцами начались в 1860 году, когда посол при дворе Наполеона III, Каллергис был назначен чрезвычайным послом Греции при дворе короля Италии в Турине, а тот послал в Грецию Терентия Маманиса 
Гарибальди был информирован о том что многие греческие гарибальдийцы, в частности Николаос Макрис и Леонидас Вулгарис, были арестованы в 1861 году по т.н “Делу о заговорщиках”. 
Чуть позже, Гарибальди передал через поэта Марка Антония Канини, который раннее издал в Афинах работу “Разум Фантазия и Сердце” («Mente, Fantasia е Cuore»), а в 1861 году работу “Италия и Греция” («Italia e Grecia»), что перед совместными греко-итальянскими действиями Оттону следовало примириться с собственным народом и признать его требования. 
Советы Гарибальди предвещали негативное развитие отношений с греческим монархом, который продолжал балансировать в своей политике. 
Греческая оппозиция сразу воспользовалась возможностью и стала утверждать, что именно Оттон является препятствием в освобождении закабалённых греков. 
25 марта, в годовщину начала Освободительной войны в 1821 году, в Афинах произошли демонстрации и стычки с полицией. 

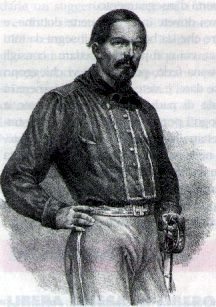
Генерал и депутат парламента Нино Биксио, чьё заявление о марше на Константинополь «усилило смятение возбуждённых духов».

В этом хаосе и планах ирредентистской “Великой идеи”, громкое заявление гарибальдийца депутата парламента генерала Нино Биксио в парламенте Италии «Мы пойдём в Рим, а греки в Константинополь», слухи о греко-итальянской договорённости, слухи о высадке Гарибальди в Греции, о изгнании Оттона, провозглашении республики, о совместном марше на Константинополь «усилили смятение возбуждённых духов».
Несмотря на все трудности перед которыми стоял Оттон летом 1862 года, в Турине, бывшим тогда столицей Италии, было подписано соглашение о совместных действиях и взаимопощи, подписанное греческим посланником генералом Димитрисом Бо́царисом и гарибальдийским генералом венгром Иштваном Тюром (Стефано). Тюр был заместителем и начальником штаба Гарибальди, в 1860 г. участвовал в экспедиции тысячи гарибальдийцев в Южную Италию; и сыграл важную роль в объединении Италии.

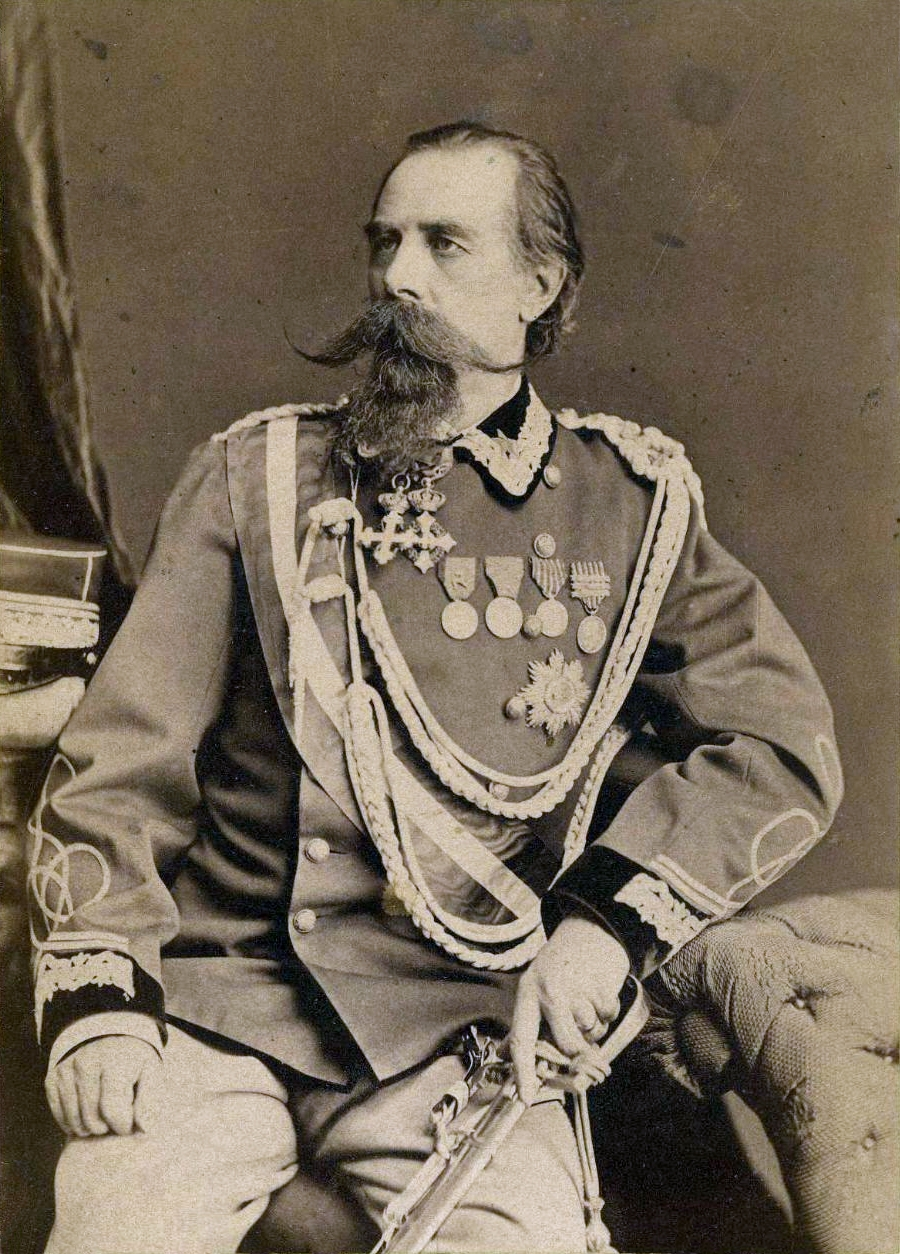
Генерал Иштван Тюр

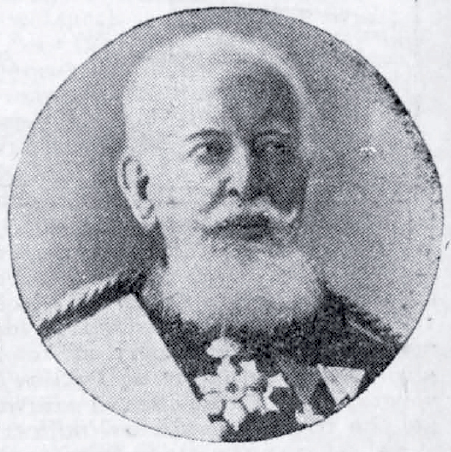
Генерал Димитрис Боцарис

В переговорах приняли также участие Георгиос Тиссаменос и юрист Г. Терцетис. 
Терцетис с пафосом верил в возможность греко-итальянского союза в освобождении и объединении всех греческих земель, и пытался организовать филэллинское движение в Италии, часто встречался с Гарибальди. 
В 1862 году Терцетис послал ему на Капреру письмо, в котором после того как именует Гарибальди последователем итальянских филэллинов в Освободительной войне греков 1821-29 годов, ссылается и на провидца Косму Этолийского чьи пророчества были известны и в Италии. В конкретном пророчестве Косма предвидит что множество кораблей скопилось в албанской Влёре, напротив Италии, означавшем начало освобождения христиан от турецкого ига. Напоминая о пророчестве, Терцетис подразумевал что час пришёл. 
Х. Лазос отмечает утопический характер видений Терцетиса в освобождении греков и христиан в целом с помощью Гарибальди. 

### «Сны летней ночи»
Некоторые греческие историки пишут что Оттон отправил своих посланников в Италию в 1862 году чтобы помешать сотрудничеству Гарибальди с греческой оппозицией:136.. 
Х. Лазос пишет что Оттон больше интересовался о своём троне, нежели о расширении своего государства, учитывая к тому же угрожающую позицию Британии в этом вопросе:137. 
Антонис Лиакос пишет что у итальянского и греческого обществ были свои центростемительные и и центробежные силы, которые освободительный миф связывал с трудом. После свержения Оттона и ранения и пленения Гарибальди при Аспромонте, “все сверхсмелые планы греко-итальянского сотрудничества были опрокинуты”:1371. 
Стефанос Папагеоргиу именует эти греко-итальянские планы по освобождению Балкан “сны летней ночи”:503
Оттон, который до этого сотрудничал и продолжал сотрудничать с Сербией, счёл что международная обстановка позволяет осуществить Великую идею, и обратился также к только что созданной Италии.
В Эпире и Македонии множились “Комитеты действий”, которые возникли из намерения сотрудничать с итальянскими революционерами, но главным притяжением которых служило само имя Гарибальди, который заявлял о намерении высадиться в Эпире, в то время как король Италии заявлял что поможет Гарибальди только в том случае если в операции будет участвовать Оттон и его армия. 
Оттон согласился и контакты продοлжились до июня 1862 года. 
В ожидании подписания союза с Сербией, который Белград рассматривал уже год, Оттон послал делегацию в Турин. 
Папагеоргиу пишет, что король Италии, Виктор Эммануил, «легко» согласился на эти планы, надеясь отделаться от непредвиденного Гарибальди и отсылая его за рубежи Италии:503.
План предусматривал на первом этапе восстание в Македонии, Эпире и Фесалии, с одновременным привлечением в восстании и албанцев. 
Предполагалось что участие албанцев обеспечивалось гарантией, что в новом едином государстве будет обеспечена свобода вероисповедания и военная служба за деньги. 
Предусматривалось что греки и албанцы-мусульмане, а также восставшие боснийцы и черногорцы, изгонят осман из региона, после чего туда прибудет Гарибальди с своими силами. 
С этого момента наступает второй этап - Греция и Сербия подписывают союз, Державы провозглашаю невмешательство. 
С. Папагеоргиу иронизирует, что тогда и только тогда, королевство Оттона вступает в войну и включает освобождённые территории в своё государство. 
Напоминая о запрете вести войны против Османской империи, установленном при возведении Оттона на греческий трон, британская реакция была немедленной и не дипломатичной.
Британский мид Джон Рассел, объявил Оттону через своего посла – “передайте ему что эта война приведёт к немедленному его низложению с трона”:420.
После чего и помня что негласная война против Османской империи несколькими годами раннее, в период Крымской войны, привела к франко-английской оккупации Пирея, Оттон прервал свои контакты с итальянцами. 
С. Папагеоргиу пишет что Оттон не мог не знать и должен был ожидать подобные последствия, и что единственное логическое объяснение этим ирредентистским планам было что они были связаны с внутренним кризисом, который так или иначе привёл Оттона к его свержению с престола восставшим народом. 
Д. Фотиадис пишет, что переживая кризис и угрозу трону, для переключения общественного мнения от внутренних проблем на внешние, королевский двор задействовал “самое блестящее в своей сумке”, “это шарлатанство”, каковым Д. Фотиадис именует идеологему Великой идеи, дабы показать что якобы что-то серьёзное готовится и вступил в контакты с сербами и итальянцами:418. 
Среди историков существует скептицизм не только о действительных намерениях Оттона, но и в отношении действительных намерений итальянской стороны. 
Хотя Гарибальди послал греческого гарибальдийца Илиаса Стекулиса, который был его доверенным посланником в Греции с 1859 года, и другого греческого гарибальдийца, Спиридона Сасселаса, в греческие провинции Османской империи, где его посланники в период 1860-62 годов вели подготовку всеобщего восстания, Д. Фотиадис пишет что после заявления друга Гарибальди генерала  и депутата парламента Нино Биксио (« в Рим пойдём мы, а греки пойдут в Константинополь, будьте в этом уверены»), от итальянцев был получен «груз обещаний»:419. 
Д. Фотиадис пишет что на пути объединения у итальянцев были две проблемы – Рим, который контролировали французы, и освобождение Венеции – Триеста. 
Чтобы добиться второго итальянцам были нужны отвлекающие действия на юговосточных  границах Австрии, подымая на восстание закабалённые турками народы Балкан. 
Д. Фотиадис именует химерическими надежды что Гарибальди высадится в Амфилохии с 15 тысячами бойцов из коих 5 тысяч (якобы) венгры генерала Тюра – “абсолютное ничто”.
Павлос Каролидис писал что все итальянские шумы о Востоке и Греции просто ставили своей целью создание отвлекающего фронта в случае войны с Австрией и ничего более. 
Он пишет что ожидания осуществления Великой идеи с помощью Италии и гарибальдийцев, были авантюризмом и “пеплом на глаза народа”, которое не было принято и не спасло монархию.

## Греческие гарибальдийцы в восстании против Оттона
В антимонархическом восстании в Нафплионе в феврале 1862 года приняли участие многие греческие гарибальдийцы, в частности Александрос Праидис, который был здесь дважды ранен. 
Революционеры оставались осаждёнными в крепости до 24 марта, когда королём была предоставлена частичная амнистия. Праидис оказался в числе 19 революционеров, не подлежащих амнистии:392-394.
Эти 19 революционеров и 200 бойцов, последовавших за ними в эмиграцию, были посажены на французский «Pelican» и доставлены в османскую Смирну. Отсюда революционеры рассеялись по греческим общинам Франции и Италии, продолжая свою антимонархическую деятельность:499.
Х. Лазос, основываясь на рапорте Малакиса, упоминает Праидиса среди офицеров, оказавшихся в Италии и просившихся в армию Гарибальди, на этот раз не добровольцами, а на службу. Их связной с Гарибальди, доктор Д’Анкон, объявил им, что без знания итальянского они не могут служить в итальянской армии и, главное, лишил их всяких иллюзий о намерениях Гарибальди высадится на Балканы и идти вместе с греческой армией на Константинополь:129.<

## Критское восстание 1866 года

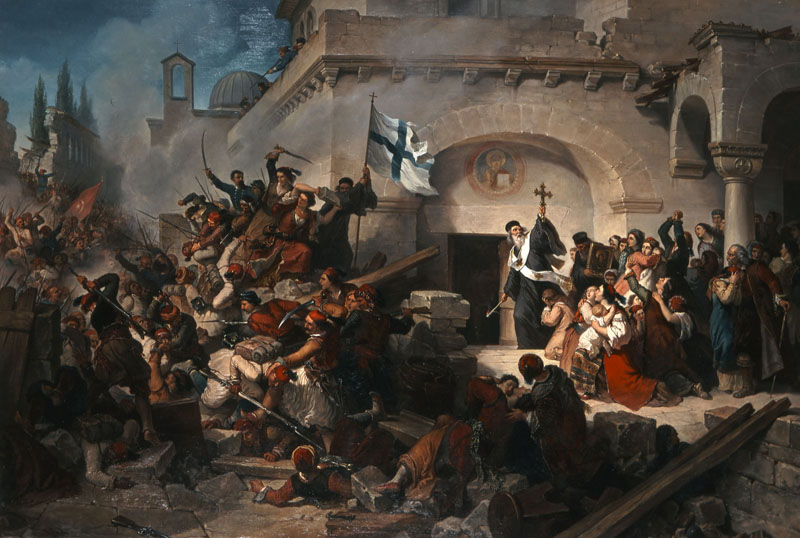
Художник Джузеппе Лоренцо Гаттери (1829—1884): «Холокост Аркади»

Критское восстание 1866 года отмечено участием в нём как греческих, так и итальянских гарибальдийцев. 
В октябре 1866 года повстанцы Крита нанесли поражение турко-египтянам при Врисес. 
Генерал-майор П. Коронеос, который в Крымскую войну был одним из командиров греческого добровольческого Легиона в составе русской армии, и полковник Иоаннис Зимвракакис отправились на помощь повстанцам, во главе 800 добровольцев. 

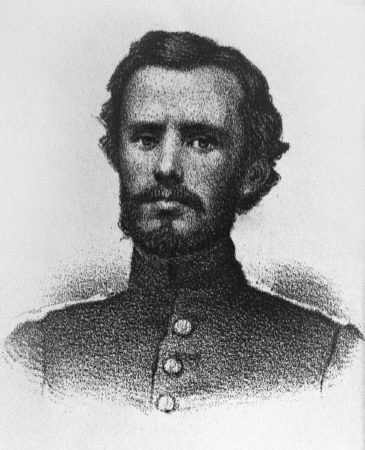
Анастасиос Вафиадис

В сражении при Вафе погибли греческие гарибальдийцы и участники сицилийского похода Гарибальди Александр Праидис и македонянин гарибальдиец Анастасиос Вафиадис, который прибыл на Крит во главе сформированного им в Афинах отряда добровольцев. 
После поражения при Вафе и прибытия новых добровольцев, в числе которых были гарибальдийцы и другие филэллины, повстанцы приняли решение 12 [24] октября продолжить борьбу. 45 тысяч турок и египтян сконцентрировали своё наступление на штаб Коронеоса в монастыре Аркадион. Оставшиеся в монастыре 400 повстанцев, после 2-дневного боя, взорвали пороховой погреб и погребли под обломками себя, находившихся там женщин и детей и 450 турок вступивших в монастырь. Коронеос, Зимвракакис и Коракас продолжили партизанскую войну.
Восстание Крита и особенно «Холокост Аркади» стали идеалом Свободы не только для либеральной интеллигенции Европы и Америки, но и для итальянской молодёжи которая выросла с идеалами Рисорджименто. 
Как только окончилась война с австрийцами, 2 тысяч итальянских добровольцев во главе с 80 офицерами отправились из Trentino на Крит. 
Другая группа, возглавляемая ветераном гарибальдийцем Лучано Мереу прибыла чуть позже и сражалась под командованием П. Коронеоса. 
Сам Д. Гарибальди возглавил движение солидарности с греками, создав итало-греческую ассоциацию (Associazione ItaloElenica), которая вобрала в себя всех лидеров итальянской демократии и провозгласила право Крита на свободу, обвиняЯ европейские правительства что они жертвовали идеалы цивилизации из-за своих государственных интересов. 
Будучи человеком действий он послал своего сына Риччотти во главе группы добровольцев воевать на Крите и в Эпире. 
Однако греческое правительство, под давлением Держав и желая избежать участия радикальных демократических сил в национальном движении вынудило их вернуться домой:140. 
В тот же период, Гарибальди поддерживал связи с греческой организацией “Фаланга посвящённых” (Falange degli iniziati ), но разочарованный отношением греческого правительства и новой королевской династии к Риччотти Гарибальди, в последовавшем через десять лет новом Восточном кризисе 1875-1878 годов оставил без ответа призывы Ломвардоса принять участие в  греческих ирредентистских движениях, ограничившись поддержкой требований гречесого государства, что однако не исключило участие итальянцев в греческих восстаниях тех лет в Фессалии, Македонии и Эпире.

## В франко-прусской войне 1870-1871 годов

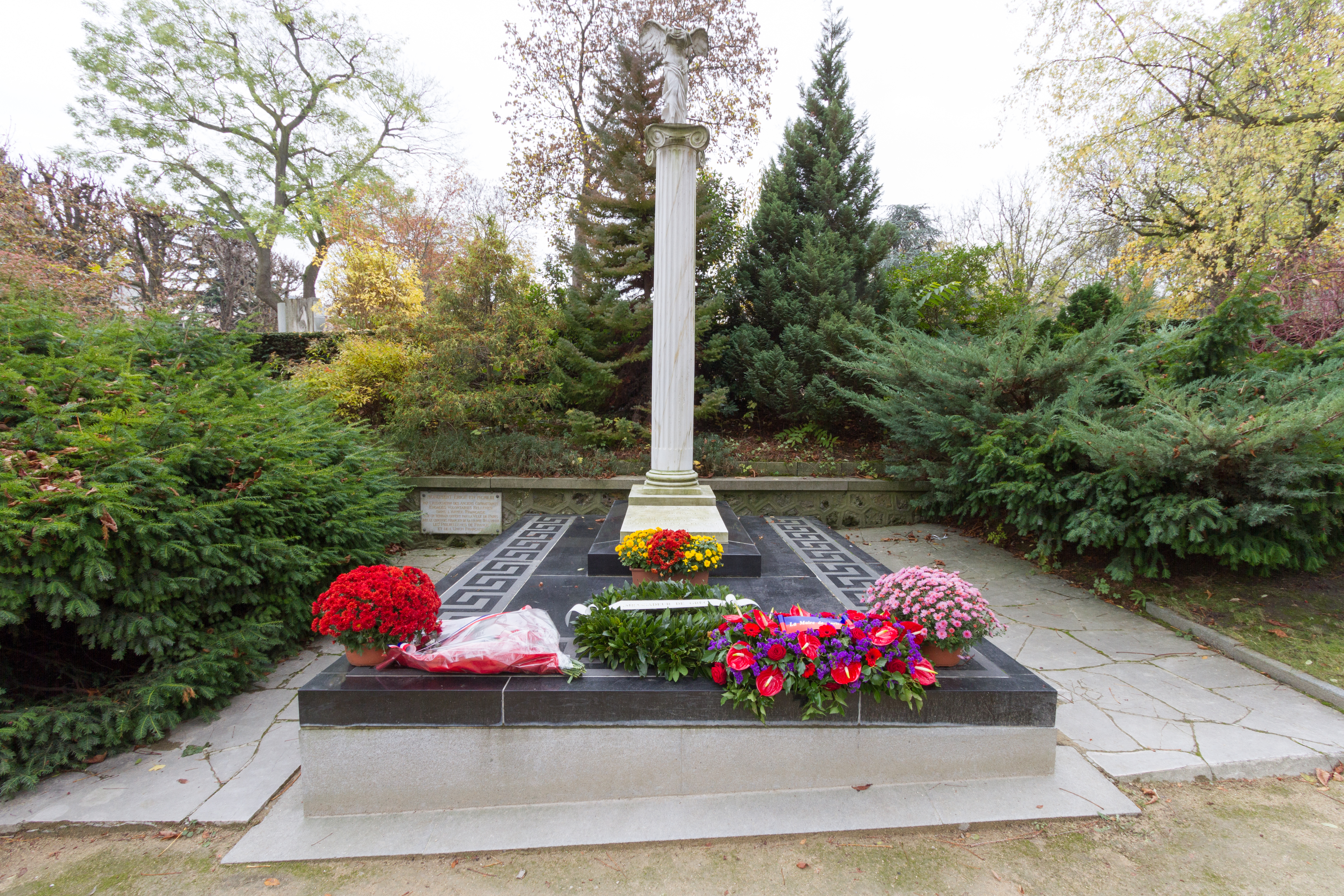
Памятник греческим добровольцам на парижском кладбище Пер - Лашез. Надпись на мемориальной плите памятника гласит: “В память о греческих добровольцах павших за Францию – 1870// 1914 – 1918// 1939 - 1945

Х. Лазос пишет, что греческое добровольческое движение этого периода не имело в  франко-прусской войне освободительной подоплёки аналогичной гарибальдийскому двжению, что здесь добровольцы участвовали в войне между (Великими) Державами:17.
Греческие гарибальдийцы не являлись большинством в этом массовом греческом добровольческом движении. 
Ксения Марину пишет что при формировании Иностранного легиона, 12 ноября Гарибальди провёл смотр 120 греческих добровольцев прибывших из Лиона и одетых в фустанелы.
Генерал Bordone (Joseph-Philippe-Toussaint Bourdon)- начальник штаба Гарибальди писал в своей книге: «Армия Вогез, кроме 2 тысяч итальянцев состояла из нескольких сотен испанцев, греков, поляков».
В то время как соединение Guerilla greco-française d’Orient или  Guerilla d’Orient было подчинена Гарибальди и направлена в Dijon, в Вогезы, добровольцы группы в которой служил будущий мемуарист А. Александру выразили официально желание служить под командованием французских офицеров, а не офицеров Гарибальди, неоднородность формирований которого предвещала трудности. 
В результате, добровольцы этой группы были приданы полку свободных стрелков Парижа (Francs tireurs de Paris), прославившегося при Chateaudun, под командованием подполковника графа Ernest de Lipowski, у которого сложились очень тёплые отношения с греческими добровольцами. 
В роли связного Д. Гарибальди и греческих гарибальдийцев в этой непродолжительной войне по прежнему выступал Илиас Стекулис, который прославился в сражении в Dijon.

## В восстаниях Македонии, Фессалии и Эпира в 1878 году
В отличие от предыдущих восстаний вызванных стремлением населения греческих земель остававшихся вне пределов Греческого королевства, восстания 1878 года были вызваны ещё одной, дополнительной, причиной – отходом “единоверной России” от Греческого проекта Екатерины II и новыми планами, в ущерб интересов Греции. 
Сан-Стефанский мир, подписанный в 1878 году, игнорировал греческие интересы, предусматривал создание «Великой Болгарии», «которая», согласно Дакину, «сама не приложила особых усилий для получения своей свободы» 
, включение в новое государство греческих, с точки зрения Греции и греков, городов Македонии и Западного Причерноморья.
Греческое население Македонии и смежных областей, принявшее участие во всех греческих революциях с 1770 года и жаждущее воссоединения с Грецией пришло в движение.
Условия Сан-Стефанского мира вызвали протесты не только греков, но и сербов, которые заявляли, что сербское население и земли попадают под контроль другого государства. Ответом Петербурга было, что сербские интересы отходят на второй план перед интересами России, которые требуют создания «Великой Болгарии» .
Гарибальди вынашивал раннее романтический план высадки на Балканы и совместных действий Греции и гарибальдийцев по взятию Константинополя:122. 
Через годы, и после того как эти планы не состоялись З. Сотириу писал в обращении к Гарибальди:

 Генералу Гарибальди в Капрере. Генерал, Вы наверняка помните 15 августа 1862 в Аспромонте, когда вашим лозунгом был Рим свободный, столица всей Италии или смерть, и когда моим лозунгом был вся Греция свободная, Константинополь столица греков или смерть. Генерал, также как доброволец Сотириу сражался в 1859—1860 за независимость и воссоединение братской Италии, и в 1862 году сражался в Аспромонте за столицу Рим и пробыл в заключении в крепости Мард в Альпах, так и гарибальдийцы, генерал, помогут Зисису Сотириу в освобождении его родины и воссоединении с матерью Грецией, со столицей в Константинополе. Афины 20 марта 1878 года. Доброволец 1859, 1860 и 1862 годов, Зисис Сотириу, эллин Олимпа». — .
Однако Д. Гарибальди, помня о отношении греческого правительства и новой королевской династии к Риччотти Гарибальди, на этот раз не проявлял активность в греческих делах и оставил без ответа призывы Ломвардоса и Зисиса принять участие в греческих ирредентистских движениях, ограничившись поддержкой требований греческого государства. 
Но это не исключило участие итальянцев в частном порядке в греческих восстаниях тех лет в Фессалии, Македонии и Эпире, что подтверждается историографией этих восстаний. 
В частности отмечается что во Втором сражении при Макринице командующий повстанцами К. Лорис искал смерти в бою, но был насильно уведён с поля боя итальянским добровольцем. 
Более существенным было участие в этих восстаниях греческих гарибальдийцев. 
Одним из руководителей “Македонского комитета” в Афинах был Леонидас Вулгарис, участник Сицилийского похода Гарибальди, который высадился в новогоднюю ночь 1878 года с отрядом добровольцев на побережье горы Пелион, когда у ирредентистских комитетов ещё не было уверенности что греческое правительство решится начать военные действия. Высадка первого отряда на побережье Восточной Фессалии опередила выступление армии на 3 недели.
Контакты греческих и итальянских гарибальдийцев продолжились в последующие годы и, как пишет Х. Лазос, “несмотря на смерть своего вдохновителя 2 июня 1882 года, великий час гарибальдийской традиции в Греции наступил в 1897 году “:140.

## Накануне войны 1897 года - действия официальной Италии
С началом нового восстания на Крите Державы и в их числе (уже) Италия послали свои эскадры на остров, но не для поддержки повстанцев, а для умиротворения силой. 
Позиция Держав была выражена российским послом в Париже: «Крит ни в коем случае не может соединиться с Грецией в сегодняшних обстоятельствах»:58 и была повторена в ультиматуме Держав правительству Греции 2 марта 1897 года: «Крит ни в коем случае не может соединиться с Грецией в сегодняшних обстоятельствах»:107.
Эскадры во многих случаях обстреливали повстанцев, в частности итальянский броненосец 22 февраля обстрелял повстанцев осаждавших город Иерапетра, вынудив их отойти:77.
9/12 февраля эскадры обстреляли повстанцев на полуострове Акротири, возле Ханьи. В обстреле приняли участие германский, российский, австрийский и 3 английских корабля:70:67.Французская и итальянская общественность с радостью отметила, что их корабли не принимали участие в обстреле, но в действительности это было связано с расположением кораблей:87.

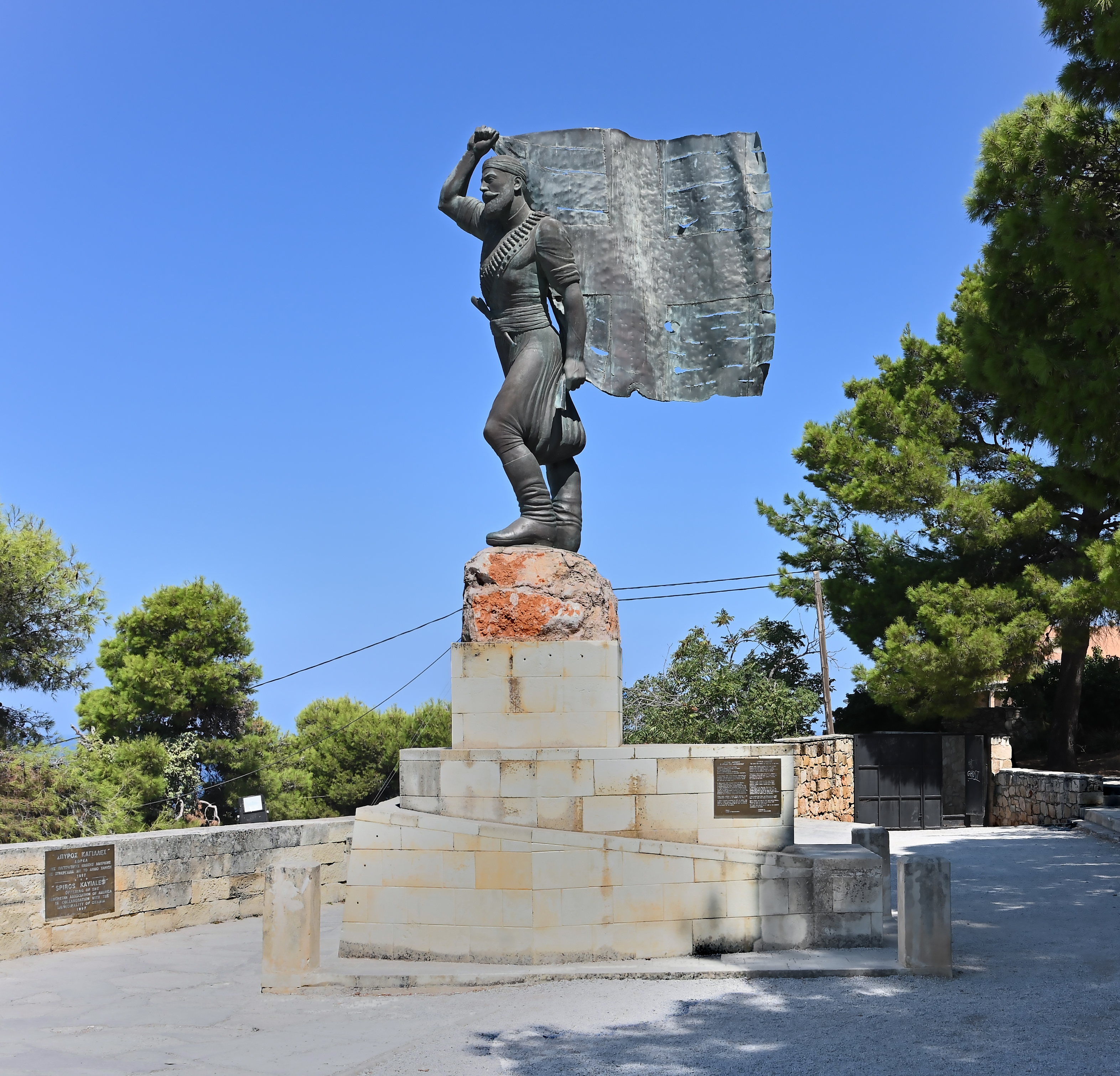
Памятник Спиросу Кайалесу на полуострове Акротири

При обстреле флагшток с греческим флагом на вершине «Святого Ильи» был завален. Командир повстанцев М. Калоризикос дал приказ вновь поднять флаг. Приказ исполнил повстанец С. Кайалес. Прицельным огнём флаг был снова завален, и Кайалес в очередной раз поднял его.
Критический момент настал, когда снаряд с российского броненосца «Александр II» с «дьявольской точностью» разбил флагшток в щепки. Тогда Кайалес поднял флаг и стал флагштоком, встав вызывающе перед продолжающими обстрел кораблями и перед биноклями адмиралов. Это вызвало восхищение у экипажей кораблей «Держав». Командующий европейской эскадры, итальянский адмирал Ф. Н. Каневаро приказал прекратить огонь. В последовавших рапортах своим правительствам адмиралы не скрывали свои симпатии к повстанцам:71.
Каневаро позже заявлял в Риме: «я также присоединился к возгласам восхищения к тем героям, которых, к сожалению, был обязан обстреливать»:72.
Итальянская пресса, радуясь, что итальянские корабли не приняли участие в обстреле, выражали «отвращение к политике Германии и России, которые решили стать жандармами на Крите». Французские газеты писали, что «Франция потеряла своё достоинство на Крите». Однако министр иностранных дел Франции Г. Аното заявлял что «если народ (греческий) имеет много симпатий в Европе, это не означает, что он имеет право нарушать всеобщий мир и свои международные обязательства»:74 Немецкие газеты писали, что «Греция нарушила международное право» и что «гордых греческих солдат, продолжающих свою игру, державы должны рассматривать как пиратов». Австрийские газеты: «если их ослепление продолжается……то вчерашний обстрел является бесспорным доказательством согласия среди держав»:75.

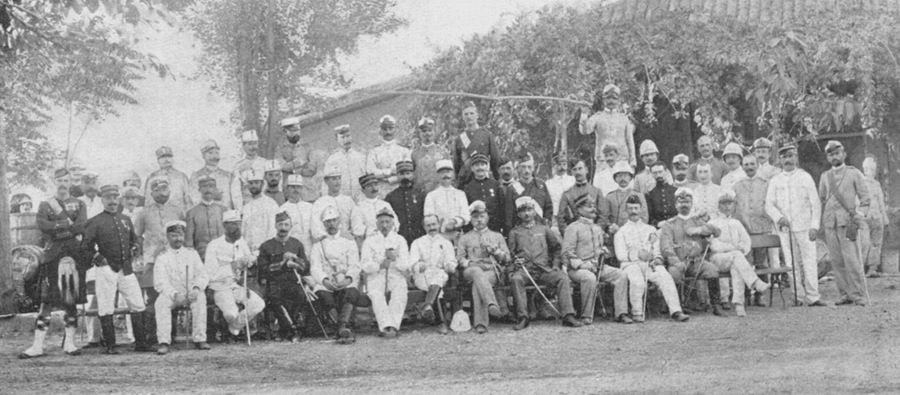
Офицеры «держав» в Ханье

6 (18) марта 1897 года была объявлена морская блокада Крита. 11 (23) марта 1897 года «Державы» высадили на остров 3000 моряков. Англичане заняли Ираклион, русские Ретимнон, французы Ситию, итальянцы Ханью, немцы Суду и австрийцы Киссамос.

## Война 1897 года

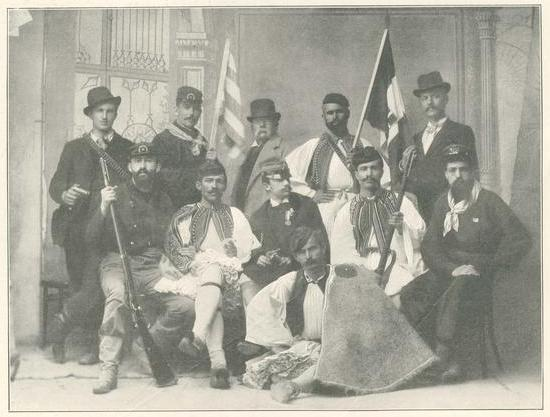
Греческие и итальянские добровольцы в греко-турецкой войне. Снимок из The Illustrated London News, 24 апреля 1897 года

Продолжающаяся резня и вандализмы турок против греческого населения острова и угрозы Османской империи против Греческого королевства вызвали новую волну солидарности в Италии. Позиция гарибальдицев в этом вопросе дистанциировалась от позиции официальной Италии. 

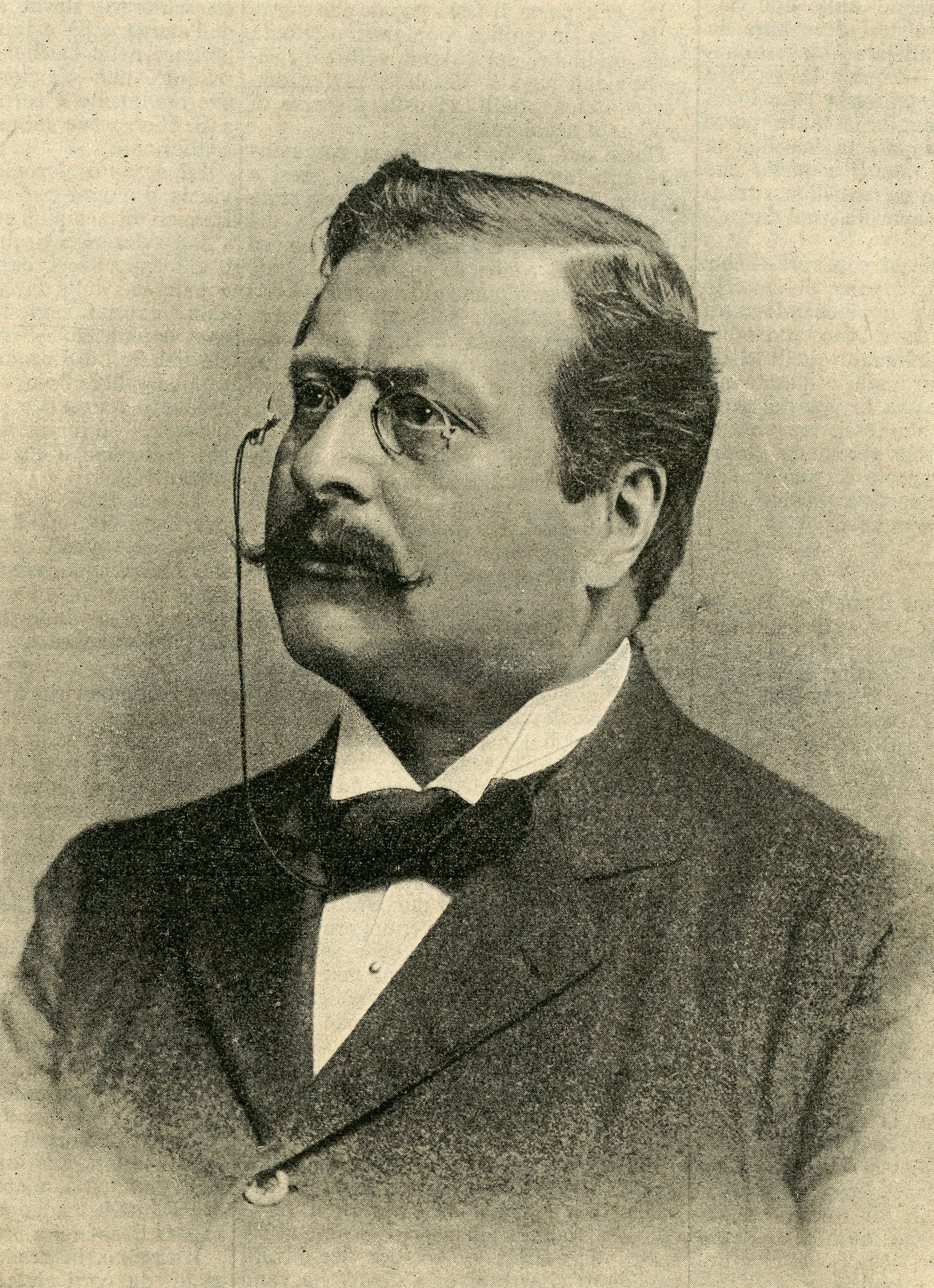
Депутат итальянского парламента Антонио Фратти. Погиб в сражении при Домокос

Сыновья Д. Гарибальди Менотти и Риччотти, вместе с депутатами Stef Canzio, Антонио Фратти, Ett Socci, Felice Albani создали комитет для отправки добровольцев в Грецию.
Хотя итальянское правительство, верное союзу с Австрией и Пруссией, препятствовало мобилизации, молодые добровольцы, но и политические деятели отправились в Афины:140.

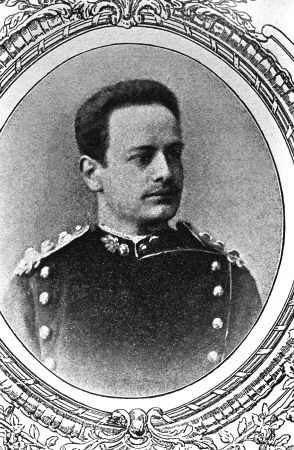
Периклис Варатасис

Ресурс греческих анархистов пишет что число итальянских добровольцев воевавших на Крите было незначительным, подразумевая что они не добрались до острова, и через Афины направились на фронт в Фессалии и Эпире 
Греческое правительство создало “Интернациональный филэллинский легион”, во главе с Периклом Варатасисом, который и погиб в этой войне с 63 из 200 своих бойцов:142.
Греческое столица впервые видела такое скопление радикальных и революционных элементов, представленных не только гарибальдийцами, но и соцалистами и анархистами. 
Одним из первых прибыл социалист врач Nicola Barbato, уроженец сицилийского городка с характерным названием Piana dei Greci (Равнина греков), который с 15 своими товарищами сначался сражался на Крите, а затем в сражении при Домокос в Средней Греции. 
Из Парижа прибыл анархист Амилкаре Чиприани, который в 1862 году поднял красный флаг в восстании против Оттона, воевал на Крите в 1866 году. Чиприани с 70 своими товарищами создал “Отряд смерти”, который немедленно присоединился к иррегулярному отряду 2 тысяч партизан под командованием лейтенантов Александра Милонаса и Георгия Капсалопулоса. Этот отряд первым вступил на османскую территорию и вышел в тыл турецких войск, что создавало предпосылки для начала восстания в Западной Македони. Георгиос Русос пишет что «Чиприани был глубоко убеждён, что борьба за освобождение Македонии, которую мы предпринимали, была самой справедливой на этом свете»:106. 
Под давлением турецких войск Чиприани со своим отрядом вернулся в Фессалию и успел принять участие в сражении при Домокос, где и был ранен в ногу. 
Риччотти Гарибальди прибыл в Афины в конце апреля и сформировал смешанный корпус 1300 гарибальдийцев, из которых 1000 были итальянцами. 
В корпус кроме прочих вступили поэт Лорендзос Мавилис, критский повстанец Константинос Геракарис, депутат парламента граф Александрос Ромас, который через 15 лет возглавит свой гарибальдийский с которым прославиля в Первую Балканскую войну, а также медсестра Аспасия Рали Мавромихали, которая приходилась племянницей А.Ромасу и была дочерью депутата парламента и будущего премьер-министра Кирьякулиса Мавромихалиса. 

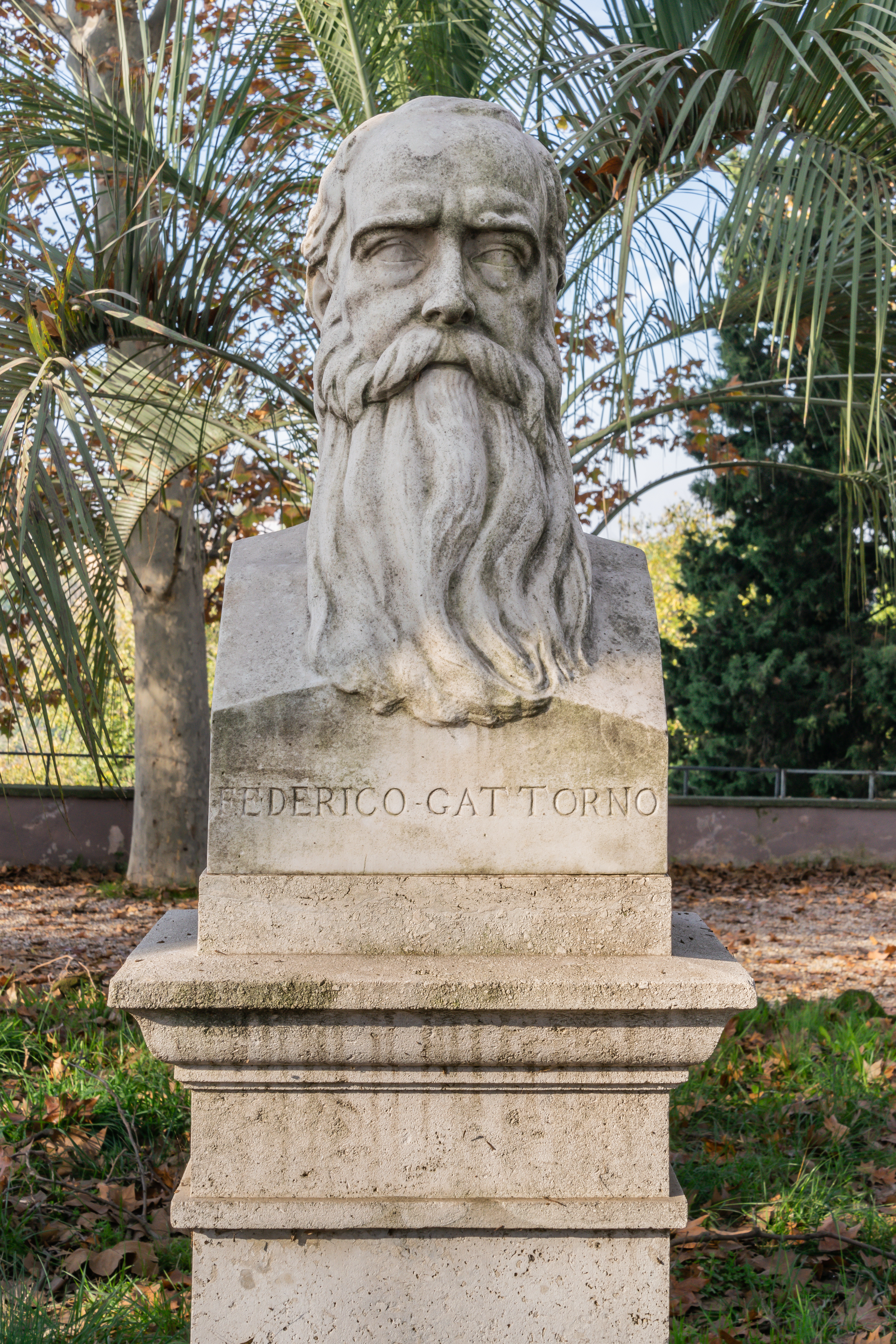
Бюст Федерико Гатторно

Корпус возглавили Лучано Мереу и Federico Cattorno, с участием депутатов Антонио Фратти и Felice Albani. 
Корпус чуть было не расформировли, поскольку гарибальдийцы отказались присягать королю:142.
В конечном итоге присяга была модифицирована согласно идеям молодых республиканцев, социалистов и анархистов, которые составляли больше половины бойцов. 
Х. Лазос отмечает характерную деталь корпуса - между рядовыми и офицерами не было различия, но не уточняет в чём это проявлялось.

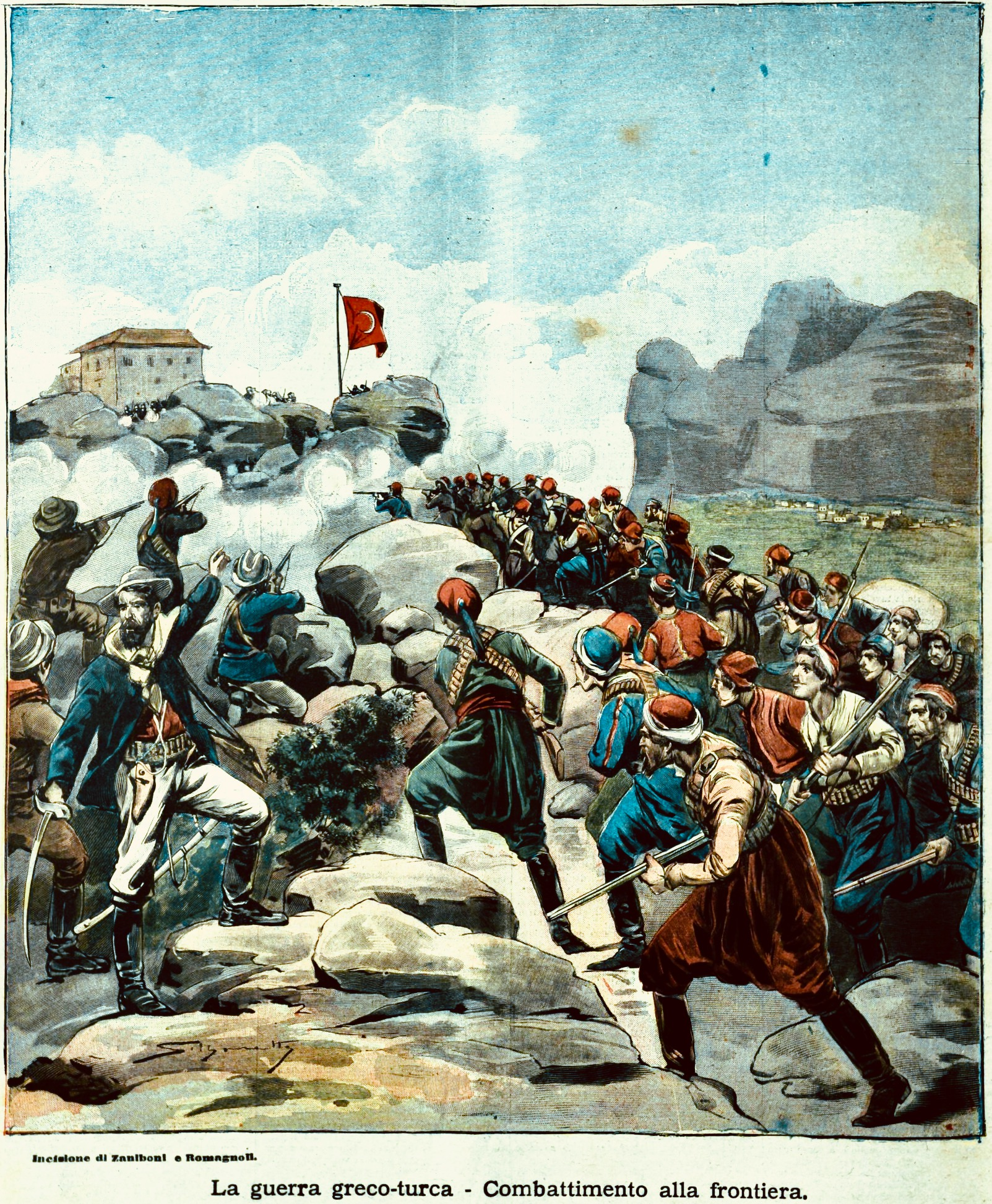
Греческая атака на османский пограничный форт. Рисунок из итальянской La Tribuna Illustrata 25 апреля 1897 года. В выдуманном сюжете и изображениях греческих повстанцев авторы P. Romagnoli и S. Zaniboni в левом углу изображают итальянских гарибальдийцев

Гарибальдийцы были направлены в образовавшиеся с началом войны два фронта – в Эпире и Фессалии, последний считался основным фронтом.

## Свидетельства гарибальдийцев
Учитывая ход военных событий и свидетельства участников, где свидетельства гарибальдийцев играют не последнюю роль, историки отмечают странный, в лучшем случае, характер этой кратковременной войны. Гарибальдийцы заявили что эта война была сознательно предрешена, историки считают что действительной целью этой войны было, не рискуя армией, установление финансового контроля над обанкротившимся в  1893 году Греческим королевством, что сопровождалось ставками на поражение Греции на западноевропейских биржах. В этих играх на бирже были отмечены и члены греческой королевской семьи. 
Г. Руссос пишет, что те кто приобрели греческие облигации до 1897 года и продали их после последовавшей войны и установления международного контроля над Грецией, сколотили огромные состояния. Среди них были не только немецкие банкиры и кайзер, но и греческие банкиры и члены греческой королевской семьи.
Чиприани, Амилкаре писал что отступление греческой армии было предрешено и запланировано дипломатией и греческой монархией до начала войны:142.
Другой итальянский доброволец обращался к грекам «popolo tradito» (преданный (от предательство) народ). Турецкий генштаб в своём докладе «признаёт мужество греческих войск», но в заключении пишет что «греки не проявляли намерение воевать действительно» (de ne pas combattre serieusement) и именует эту войну «симуляцией войны» (simulacre de guerre). В последней строчке этого доклада: «Следуя из этого, мы считаем, что Высшее греческое военное командование имело приказ оставлять шаг за шагом территорию, не ставя под угрозу жизни своих солдат»:144. 
В то время как на правом фланге фронта в Фессалии бригада Константиноса Смоленски одерживала победы, на левом фланге армия наследного принца Константина без видимого на то давления отступала несколько раз, оголяя фланг Смоленски и вынуждая его в свою очередь отступать. 
Наконец армия наследного принца, в составе которой находилось большинство гарибальдийцев, дало своё единственное серьёзное сражение при Домокос, держа при этом прославившуюся бригаду Смоленски на расстоянии. 

### Гарибальдийцы в сражении при Домокос

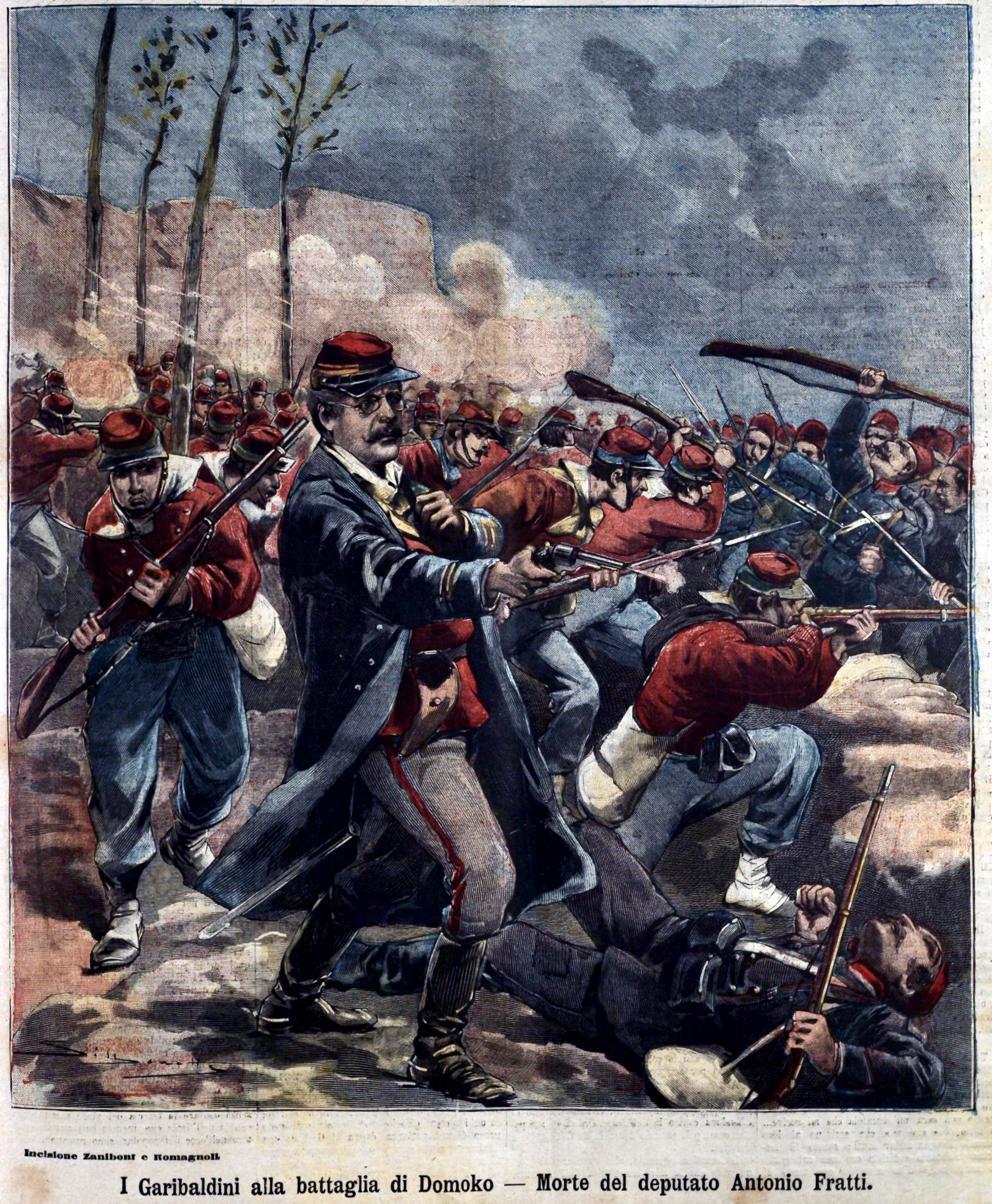
Сражение при Домокос – смерть депутата гарибальдийца Антонио Фратти. Рисунок из итальянской La Tribuna Illustrata 1897 года

Хотя Менотти Гарибальди писал своему брату Риччотти «вернуться в Италию как можно быстрее, чтобы не участвовать в такой трагической дипломатической комедии», 17 мая гарибальдийцы приняли участие в сражении при Домокос, противостоя значительно более многочисленным турецким войскам Ислам-паши. 
Гарибальдийцы потеряли убитыми 22 человек, среди которых был депутат итальянского парламента республиканец Фратти, Антонио:142. Итальянский ресурс пишет что это была одна из двух единственных греческих побед в этой войне. 
.

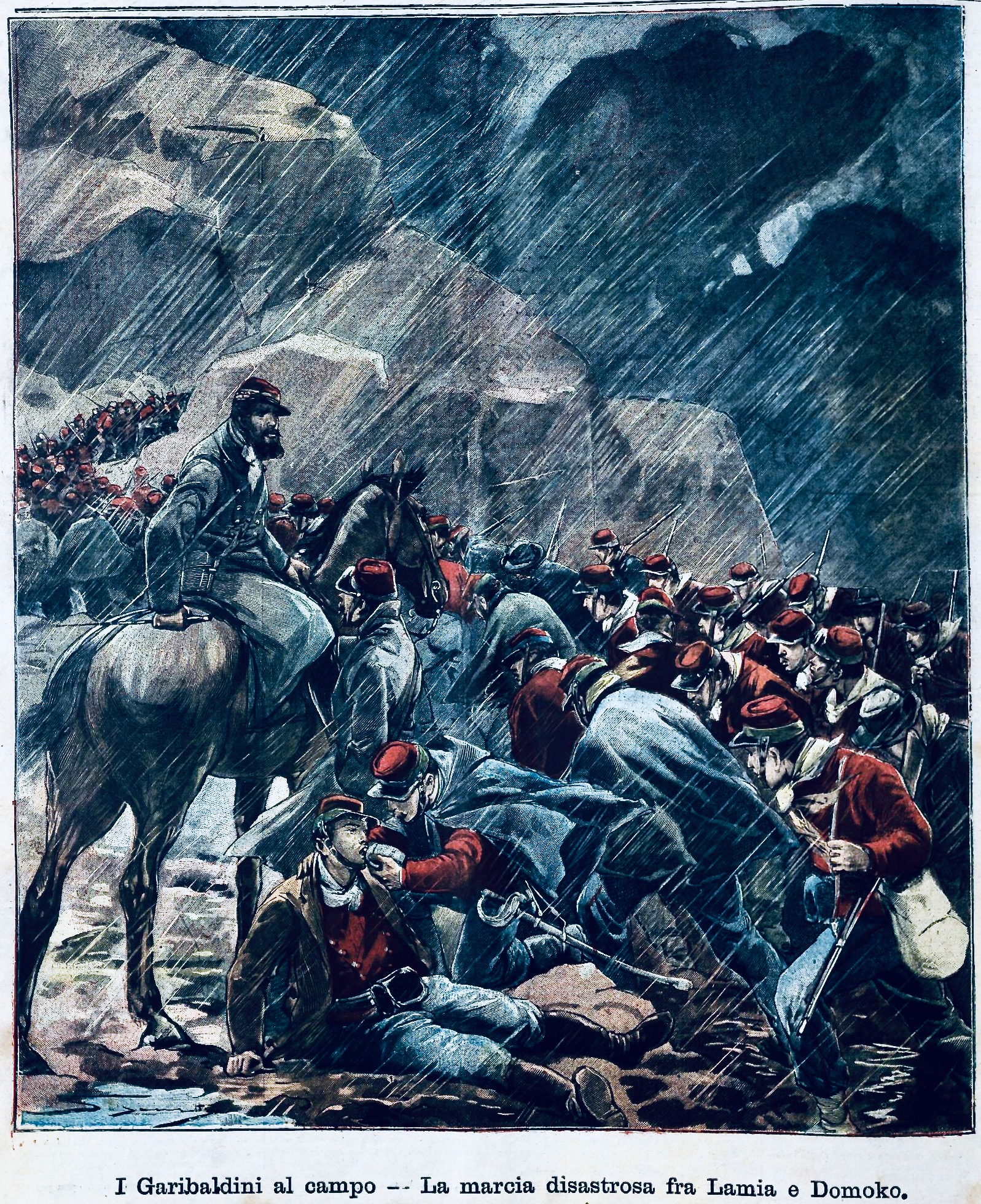
Отступление гарибальдийцев от Домокоса к Ламии. Рисунок из итальянской La Tribuna Illustrata 1897 года

Henri Turot, наблюдавший за сражением с высоты, пишет, что гарибальдийцы вступили в бой около двух после полудня, когда турки начали атаку на правый фланг армии наследного принца. Он пишет, что "героический Чиприани" возглавлял 120 гарибальдийцев, из которых 11 были убиты и 29 были ранены. Сам Чиприани был ранен в колено, но продолжал сражаться:206.
Чуть далее сражались гарибальдийцы под командованием Адида Буайе и “Легион филэллинов” под командованием греческого капитана Варасаса, который был смертельно ранен в этом бою. Депутат А. Фратти был убит выстрелом в грудь. 
С наступлением темноты Домокос оставался в руках греков. Henri Turot пишет, что день был славным, и что сражение могло продолжаться и на следующий день. Однако, как пишет Henri Turot, “Но нет, следуя своей излюбленной тактике, в 11 вечера наследный принц принял решение ... отходить”:207.

## Легион Берте
В отличие от основных сил гарибальдийцев посланных в Фессалию, отряд под командованием анархиста Bertet (Le Legione Bertet был послан в Эпир.
События вокруг Легиона Берте характеризуют непростые отношения сложившиеся как между добровольцами разной ориентации, так и между добровольцами и греческим и итальянском правительствами. 
В действительности первоначально в Эпир для поддержки сражающихся там греческих частей был послан батальон Лучано Мереу. Мереу разбил батальон на 5 подразделений, из которых два были вспомогательными (санитары, врачи, переводчики и пр.)
Тремя боевыми подразделениями командовали капитан Giuseppe de Felice, гарибальдиец ветеран капитан Gaetano Pernice и лейтенант Giordano Barnaba.
Однако конфликт на политической почве Риччотти Гарибальди с Эрнесто Берте, который изначально не был гарибальдийцем, и которого Риччотти обвинил в узурпации красной рубашки ((camicca rosa), отказав ему и анархистам в праве носить красные рубашки, которые к тому же были имуществом гарибальдийцев и своего рода элитным гарибальдийским мундиром. Этот неожиданный политический конфликт вызвал вынужденную ротацию – Мереу был отозван в Фессалию, Bertet со своим Легионом направлен в Эпир и прибыл в Арту после пятидневного перехода, 14 мая по старому стилю. 
C начала войны в Эпире греческие силы насчитывали 15.000 солдат под командованием полковника Трасивулоса Маноса, против 28.000 османских солдат при 48 орудиях под командованием Ахмет Хифши Паши. 
Несмотря на двукратное численное превосходство турецких сил, греческая армия в Эпире вела наступательные операции. 
Берте встретился с полковником у Т. Маносом и сделал запрос вступить в продолжающееся (первое) сражение при Грибово. 
Полковник Манос, зная о идеологических убеждениях Берте, заявил что это уже не нужно, поскольку сражение заканчивается, а добровольцы Берте устали от многодневного перехода под дождём. Гарибальдийцы расположились напротив турецких батарей. 
Берте приказал своим бойцам не вступать в бой без приказа. 
Henri Turot отмечает героизм солдат и офицеров регулярной греческой армии проявленный на этом участке фронта. Более 40 офицеров и около тысячи рядовых были убиты или ранены. Turot приводит пример майора Папаянно́пулоса, который будучи ранен осколком снаряда и потеряв сознание был отправлен в полевой госпиталь, но угрожая своим пистолетом заставил медицинский персонал посадить его на коня и привязать, и снова ринулся в бой. Майор был убит через час. Аналогичный пример Turot приводит в отношении полковника Манесиса:220.
Командир взвода гарибальдийцев, Аурелио Драго, журналист и впоследствии сенатор, наблюдая как на его глазах гибли греческие солдаты, игнорировал приказ Берте не вступать в бой и с 17 своими товарищами занял позицию на линии огня. 
Здесь отличился молодой римлянин Филиппо Тройя, который одетый в красную гарибальдийскую рубашку поднялся на холм над Грибово который удерживали греческие солдаты. Вокруг него падали мёртвыми и раненными греческие солдаты, но Тройя продолжал сражаться стоя, пока греческий офицер не удалил его с холма силой. 
Гарибальдийцы с удивлением и разочарованием узнали о решении греческого командования отступить и отошли к селу Мениди, где переночевали. 
Утром они были окружены греческими солдатами и с ещё большим удивлением услышали что они должны сдать им оружие – это был запрос итальянского правительства, согласно которому оружие было украдено у итальянской армии и принадлежало итальянскому правительству. 
Вопрос был согласован мид Греции и послом Италии – большинство легионеров Берте не были гарибальдийцами, а анархистами и социалистами, правительства двух стран видели в бойцах Легиона «красную угрозу», которая угрожала их власти. 
Но в Италии они уже прославились, итальянское правительство опасалось прихода вооружённой силы с народным признанием. Зная что её будет трудно разоружить на территории Италии, оно запросило помощь греческого правительства которое не отказало в услуге. 
Большинство бойцов Легиона сдали оружие и были переправлены в Италию через приморское селение Заверда (Палерос), куда герой Грибово, Филиппо Тройя был доставлен мёртвым. По другим сведениям, был убит здесь.
Берте и небольшая группа его товарищей отказались сдать оружие и запросили разрешение на переход в Афины пешими. Греческие офицеры с пониманием отнеслись к этому запросу. 
В отличие от греческого правительства, на их пути в Афины население приветствовало их как героев. 
Командование фронтом Эпира, вместо полковника Т. Маноса, принял (бывший) гарибальдиец и участник сицилийского похода Николаос Смоленскис, брат прославившегося на этой войне полковника Константиноса Смоленски.

## «Из могилы к Воскресению»
Кратковременная сколь и странная война 1897 года была остановлена дипломатическим вмешательством. 
Греческое королевство вышло из войны без (серьёзных) территориальных потерь, но с подорванным престижем и (главное) с установлением международного контроля над финансами страны и нейтрализацией ирредентистских планов в отношении греческих земель в пределах Османской империи, что во многом подтверждало предположения и утверждения участников войны, в особенности гарибальдийцев. 
Греческие гарибальдийцы и офицерский корпус армии сочли этот исход позором. Впоследствии историки стали характеризовать эту войну «тёмным 97» (годом). 
Георгиос Руссос пишет что исход войны имел и положительные стороны. Замещая нейтрализованное греческое государство, революционные организации приняли на себя Борьбу за Македонию, а офицерское движение 1909 года установило определённый контроль над вмешательством королевского двора в дела армии. 
Вызванный офицерами с Крита и назначенный премьер-министором критский повстанец Э. Венизелос приступил к подготовке к новой, неизбежной, войне против Османской империи, что привело к военным триумфам Греции в 1912-13 годах, всего через 15 лет после «тёмного 97» (года)
Г. Руссос характеризует эти 15 лет периодом «от могилы к Воскресению»:242..
Гарибальдийское движение в Греции, негласно возглавляемое отличившимся в 97 году графом Александром Ромасом, сохраняло свою динамику, что немедленно проявилось с началом войны в 1912 году и вызвало приток итальянских и др. гарибальдийцев, соизмеримый с участием гарибальдийцев в войне 1897 года.

## Греческие и итальянские гарибальдийцы в Первой Балканской войне
Традиция и слава гарибальдийского корпуса 1897 года с началом Балканских войн привели к созданию нового корпуса греческих краснорубашечников, под командованием Александра Ромаса, бывшего председателя парламента Греции и соратника Риччотти Гарибальди в 1897 году. 
В корпус Ромаса сразу вступили его соратники по 1897 году поэт и депутат парламента Лорендзос Мавилис, критский повстанец Константинос Геракарис и медсестра Аспасия Ралли Мавромихали, племянница А. Ромаса и дочь бывшего (1909-1910) премьер-министра Греции. 
Риччотти Гарибальди вновь прибыл в Афины поездом из Патр 22 октября 1912 года. На этот раз вместе с женой, сыновьями и дочерью. 
На вокзале генерала гарибальдийца (согласно афинской прессы) встретил почётный караул греков-краснорубашечников роты гарибальдийцев из корпуса сформированного и возглавляемого А. Ромасом, который имел звание майора гарибальдийцев, и другими греческими офицерами-гарибальдийцами. 
Р. Гарибальди сформировал (второй) корпус 1200 бойцов из итальянских и английских добровольцев под командованием Пеппино Гарибальди, который продолжая семейную традицию только что вернулся из революционной Мексики. 
Характерно что в то время как греческие иммигранты в США отслужившие в греческой армии и срочно возвращающиеся на Родину зачислялись в свои части, иммигранты не служившие в армии зачислялись в гарибальдийский корпус как иностранцы-филэллины. 
По имеющейся информации число добровольцев из греко-американцев достигало 1500 человек, что означает что они были зачислены в оба гарибальдийских корпуса и другие соединения. 
Также по имеющейся информации, не имевшие военного опыта добровольцы прошли срочную военную подготовку нескольких недель в парках Афин.
Первая группа (греческих) гарибальдийцев отбыла на фронт 25 октября. 
Газета «Патрис» писала: «Греческие краснорубашечники отправляются на встречу с врагом неся двойной флаг высокого долга. Долга перед Отечеством и национальных традиций и долга перед традициями краснорубашечников, несущих везде веру в идею сопротивления тирании и варварству».
В середине ноября Риччотти Гарибальди направился сам на фронт, к городу Каламбака. Следуя за греческой армией, которая уже вступила в Западную Македонию, 17 ноября Р. Гарибальди произнёс речь перед гарибальдийцами в освобождённом западномакедонском городе Козани, напоминая им что они должны чтить гарибальдийские традиции. Он напомнил также что гарибальдийцы сражаются стоя и что они расстреливают мародёров. 
После чего корпус греческих гарибальдийцев под командованием А. Ромаса и лейтенанта Димитриса Бардопулоса (прославившийся в 1897 году сражении при Грибοво) направились к городу Сиатиста, которую освободили после многочасового боя. 
После успешного для греческой армии хода военных действий в Македонии, где главным военным и геополитическим успехом было освобождение столицы Македонии, города Фессалоники греческий премьер-министр Венизелос переключил своё основное внимание на Эпир. 
Причиной стал новый элемент на геополитической карте. Под протекцией Австро-венгерской империи и Италии стало формироваться албанское государство, причем в видении австрийских и итальянских дипломатов границы новоиспеченного государства должны были простираться от города Шкодер на севере до города Превеза на юге. Это означало включение в албанское государство и Северного и Южного Эпира, что противоречило греческим национальными интересам, истории и демографии региона.
Продолжая традиции участия в освободительных войнах и верные своему братству по оружию с греческими гарибальдийцами, на этом этапе войны итальянские гарибальдийцы объективно действовали против планов итальянской дипломатии. 
Оба гарибальдийские корпуса были переведены в Мецовон, чтобы усилить осаду столицы Эпира, города Янина. 
Греческая армия действовала в Эпире спешно с октября, но на подступах к Янина должны были преодолеть укреплённый район в Бизани. 
Рельеф местности южнее Янина давал османам исключительные возможности для обороны. Эти возможности были приумножены фортификациями, построенными под руководством германского генерала Rüdiger von der Goltz.
Фортификации были оборудованы бетонными укрытиями для артиллерии, бункерами, окопами, колючей проволокой, прожекторами и пулеметными точками.
Сеть обороны Янина включала в себя 2 основные крепости (Бизани и Кастрица на южных подходах к городу) и 5 фортификаций поменьше, прикрывающих город кольцом с запада и северо-запада. Фортификации были хорошо оборудованы артиллерией (102 орудия, в основном 87-мм калибра).
Все бои греческой армии в Песта, Аэторахи, Манолиаса были кровопролитными. 
В то время как артиллерия двух сторон вела взаимный обстрел, генерал Сапундзакис дал команду генеральной атаки. 
Гарибальдийцы предприняли попытку вклиниться между Бизани и горой Мицикели. 
Оказавшись неприкрытыми с флангов гарибальдийцы понесли тяжёлые потери - сотни убитых- среди них поэт Лорендзос Мавилис, критянин Константин Геракарис и многие добровольцы из греков США. 
Газета “Патрис” писала 29 ноября о смерти “поэта и капитана корпуса греков краснорубашечников” “павшего в победоносном сражении”: 
«не время для плача. Если есть сладкая смерть, эта та (смерть) которая оставила Мавилиса там мёртвым. О не сражался. Он писал своё последнее и прекраснейшее стихотворение». 

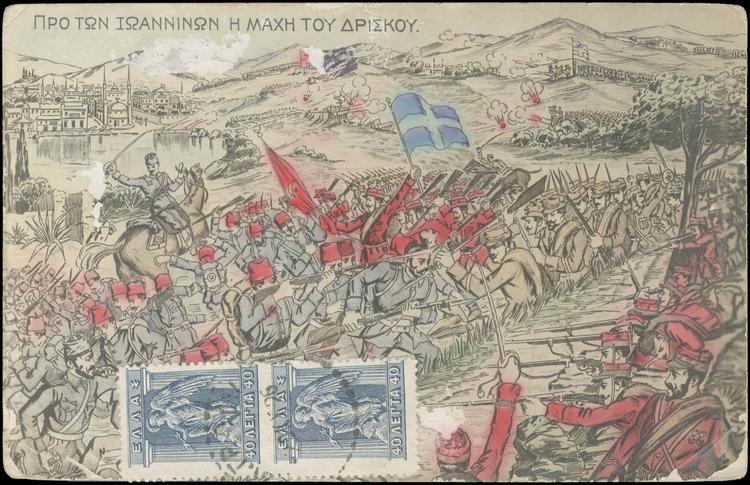
Сражение при Дрискос – греческая почтовая открытка

Амилкар Подзолини,корреспондент итальянской газеты и лейтенант гарибальдиец, был ранен в этом сражении и описал его. 
Корпус итальянских гарибальдийцев под командованием Риччотти и Пепино Гарибальди после шестичасового ночного марша прибыл 27 ноября в 9 утра в деревню Дрискос, которая была уже занята корпусом А. Ромаса. 
Полковник Биагини получил приказ немедленно выдвинуться за озеро слева чтобы перерезать отступление турок на лодках. 
Фронт турок простирался на полтора километра, их силы насчитывали до 6 тысяч человек при 15 артиллерийских орудиях. 
Первая атака была совершена корпусом А. Ромаса, κоторый занял высоту Дитриха и продолжил наступление под турецким огнём. 
Но положение атакующих становилось опасным и Пеппино Гарибальди послал им в подкрепление отряд Македонян под командованием “капитана Костаса” и  вместе с ними критян под командованием Макриса, который почти сразу был убит “пулей дум-дум” (экспансивная пуля) в голову. 

Ромас удерживал позицию всю ночь, не располагая продовольствием которое было невозможно доставить 
Но ему были посланы подкрепления в 100 гарибальдийцев под командованием англичанина Сьори и ещё 90 под командованием капитана Брауна 
В 5 утра бой возобновился. Ромас предпринял дерзкую штыковую атаку, но у турок было много сил и атака захлебнулась. 
Положение корпуса Ромаса было отчаянным. Однако на совет Пепино Гарибальди отступить Ромас ответил : Предпочитаю умереть. Атака продолжилась. В течение получаса погибли офицеры Хадзикирьякос, Топалис, Геракарис и 50 бойцов.
В 9 утра обстановка стала безысходной. Ромас был ранен, его заменил временно Лорендзос Мавилис, который пал через 10 минут. Одна  пуля дум-дум попала ему в рот, вторая в горло. Поэт прожил недолго, оставался непогребённым до сбора раненных под руководством Пепино Гарибальди

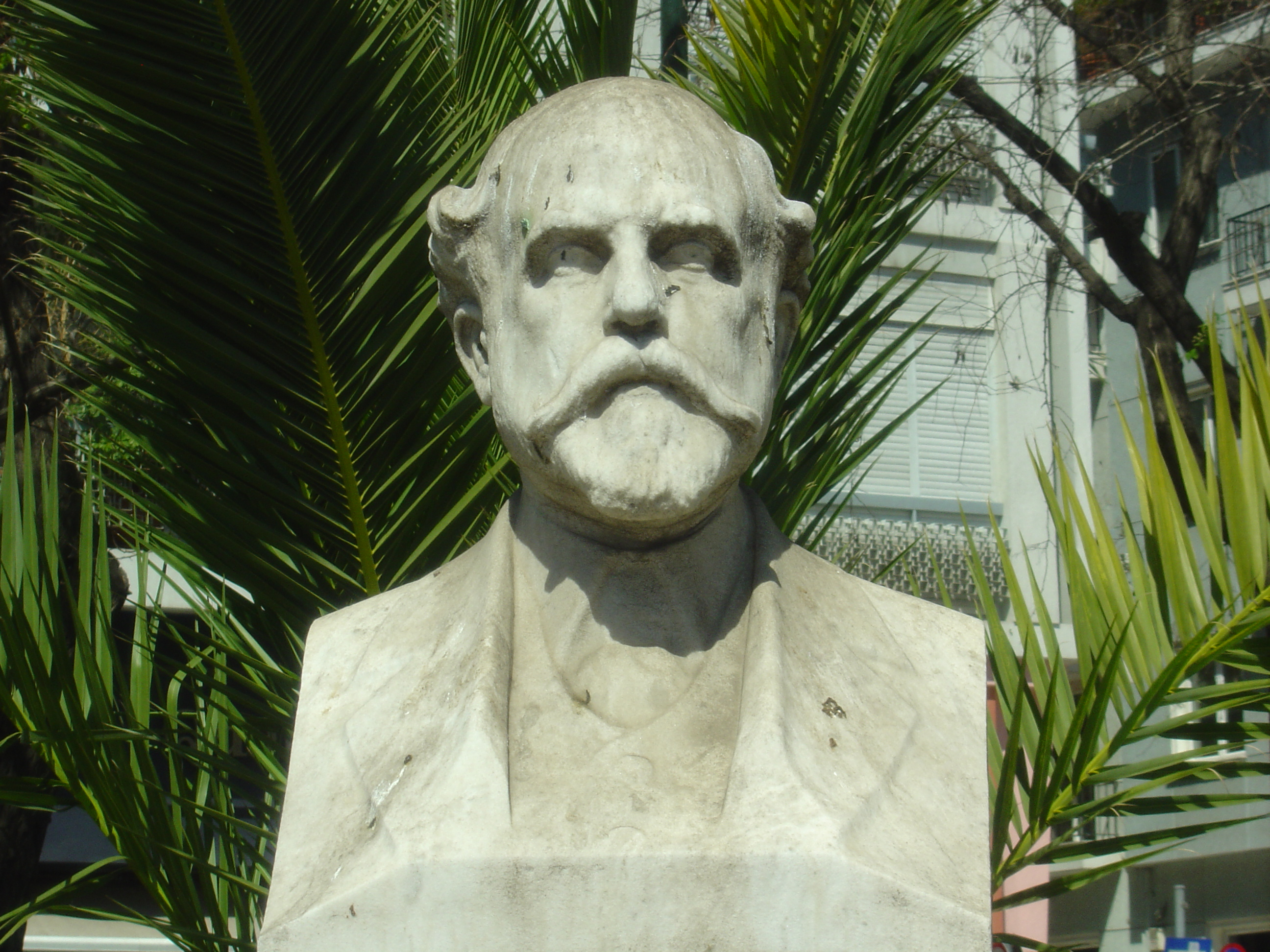
Скульптор Петрос Румбос, бюст поэта на площади Мавилиса Афины.

Месяцом позже гарибальдийцы приняли новый бой, при Гревенити, Эпир, завершив полувековой цикл гарибальдийского движения в Греции.

## Роспуск корпуса гарибальдийцев
Понеся большие потери при Дрискос, гарибальдийцы отошли к Мецовон, где 30 ноября Риччотти Гарибальди распустил свой корпус. 14 декабря поступило сообщение что .Р. Гарибальди возвращается в Италию (откуда позже он отправился в Мексику). 
Многие из американских греков корпуса, получив уже боевое крещение, вступили в греческую армию. В частности Харри Франко из Сан-Франциско посчастливилось принять участие в освобождении его родного острова Лесбос и родного села и отцовского дома.

## Завершение полувекового гарибальдийского эпизода в истории современной Греции
С окончанием Балканских войн греческая армия освободила от осман бо́льшую часть Македонии и Эпира и столицы этих двух провинций, Салоники и Янина. 
Итальянские гарибальдийцы отбыли на Родину до завершения Первой Балканской войны, многие историки пишут что гарибальдийский эпизод в истории Греции завершился сражением при Дрискос. 
Однако региональные планы новой Державы, каковой стала объединённая Италия, вступали в конфликт с планами малой страны, каковой оставалась Греция не завершившая своё объединение. 
Заручившись поддержкой других Держав итальянская дипломатия стала проталкивать расширение территории только что созданной Албании, которую рассматривала как свой будущий заморский протекторат, в основном на юге и за счёт греческого Эпира, что создало проблему т.н Северного Эпира. 
Правительству Греции взамен было обещано признание присоединения северо-восточных островов Эгейского моря, освобождённых греческим флотом в ходе Балканских войн. 
14 декабря 1913 года протоколом, подписанным во Флоренции, шесть европейских держав приняли решение включить в создаваемое албанское государство Северный Эпир. 14 февраля 1914 года протокол был доведён до сведения правительства Греции.
Правительство Греции, получив заверение, дало приказ армии оставить Северный Эпир.
Это вызвало взрыв негодования греческого населения Северного Эпира, которое приняло решение сформировать своё правительство и войска, чтобы обеспечить свою автономию.
До 17 мая, когда был подписан Корфский протокол, эпирские автономисты отразили все атаки албанских иррегулярных сил и жандармерии, которыми командовали голландские офицеры.
Некоторые греческие ресурсы утверждают что граф Алескандрос Ромас воссоздал свой гарибальдийский корпус, с которым отправился на помощь северо-эпирским автономистам. Однако эти ресурсы не приводят дат и места военных столкновений с участием греческих гарибальдийцев, что делает эту информацию сомнительной. К тому же, согласно другим источникам, А. Ромас умер в том же 1914 году «от ран полученных при Дрискос». 
Отношения Италии и Греции продолжали ухудшаться на всём протяжении Первой Мировой войны, что оставило в прошлом совместную деятельность греческих и итальянских гарибальдийцев. 
В 1919 году, после окончания мировой войны, итальянские претензии на малоазийскую Смирну вынудили Антанту предоставить мандат на её временную оккупацию Греции. 
Последовавшая итальянская военная поддержка кемалистам против своих номинальных союзников, не имела ничего общего с планами Д. Гарибальди совместного марша на Константинополь, ни с гарибальдийским греко-итальянским братством по оружию в течение полувека. Эта поддержка стала одним из двух основных внешних факторов способствоваших поражению греческой армии и последовавшей Малоазийской катастрофы. 
Становление итальянского фашизма, к которому примкнули некторые бывшие гарибальдийцы, включая Риччотти Гарибальди, продолжало усугублять греко-итальянские отношения, начиная с 1923 года, когда  Муссолини осуществил непродолжительный Захват Корфу вплоть до греко-итальянской войны из которой греческая армия вышла победильницей и в очередной раз освободила Северный Эпир. 
После того как на помощь итальянцам пришла гитлеровская Германия, в наступившей тройной, германо-итало-болгарской оккупации Греции итальянская армия оставила свой кровавый след, но значительно менее заметный нежели болгарская армия и Вермахт. 

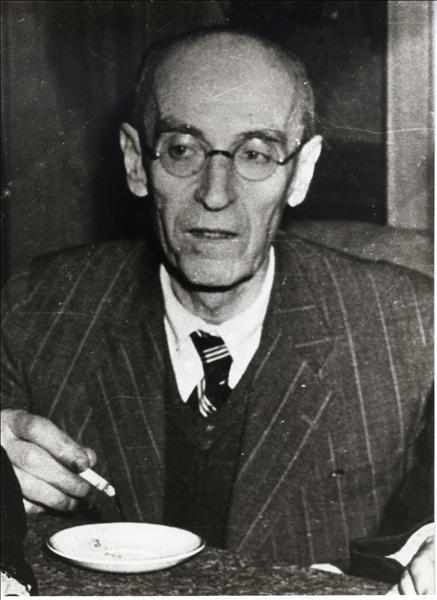
Бывший гарибальдиец, поэт Никос Карвунис, автор самого известного пеана Греческого Сопротивления — «Громыхает Олимп»

При этом греческое Сопротивление дифференцировало итальянцев от болгар и немцев, призывая итальянских солдат стать "новыми гарибальдийцами"
Пропаганда Народно-освободительного фронта Греции (ЭАМ) обращённая к итальянским солдатам транформировала значительную их часть из оккупантов и врагов, в товарищей и союзников в антифашистской борьбе. 
С другой стороны, естественным образом и несмотря на преклонный возраст, многие ветераны греческие гарибальдийцы приняли участие в Сопротивлении. 
Характерно что автором самого известного пеана Греческого Сопротивления — «Громыхает Олимп», был (бывший) гарибальдиец Никос Карвунис .
Хотя события трёх десятилетий (1914-1944) заслонили "романтическую гарибальдийскую страницу" в истории Греции, греческий народ чтит память гарибальдийцев, своих и итальянских. 
Именами гарибальдийцев названы улицы и площади во многих городах Греции, включая ул. Д. Гарибальди под Афинским Акрополем, ул. Р. Гарибальди в Трикала, район Р. Гарибальди в Янина, Александра Ромаса в Янине и Закинфе, площадь гарибальдийцев с памятником погибшим здесь гарибальдийцам в Домокос.